# Joris-Karl Huysmans

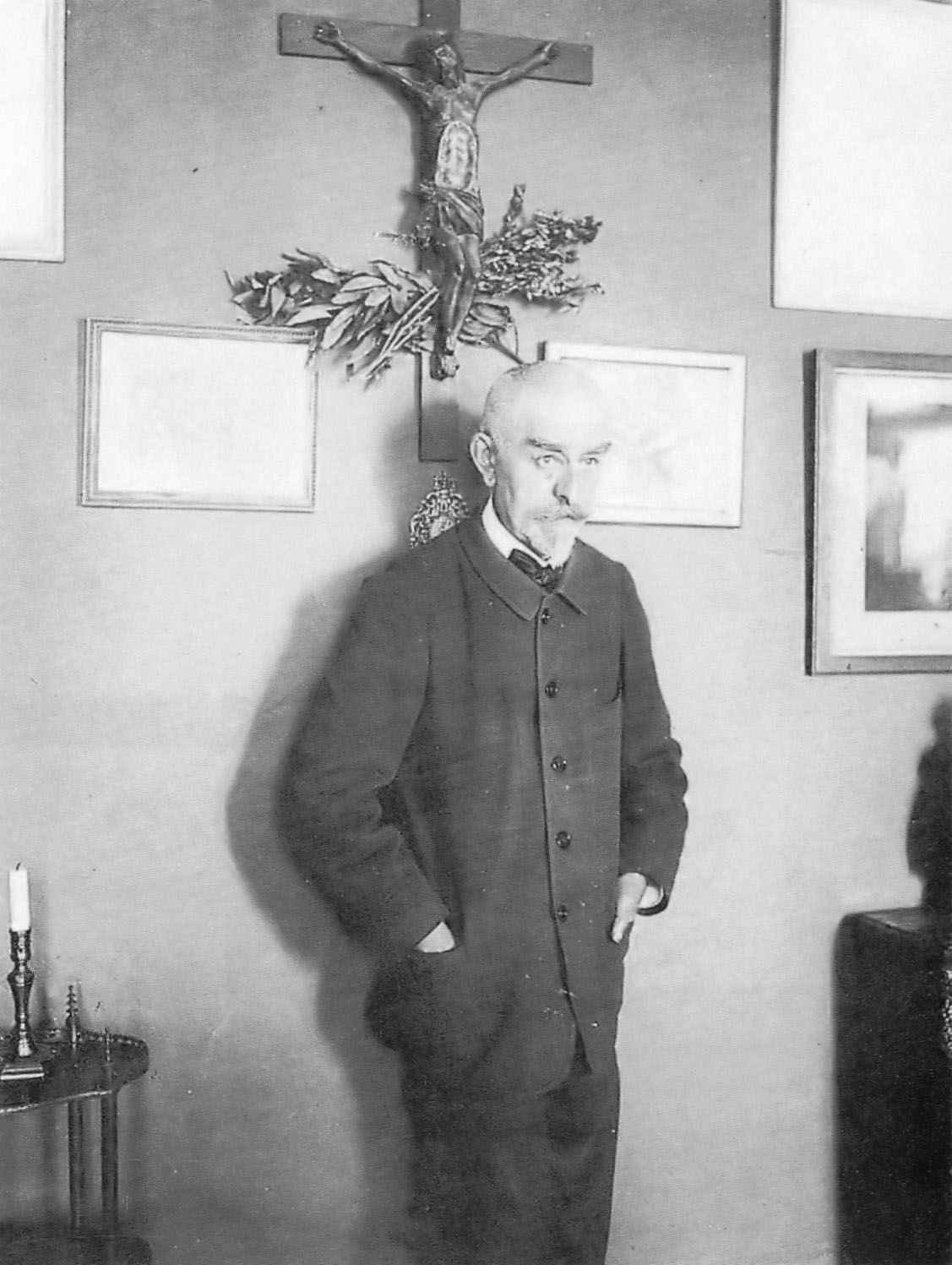
Joris-Karl Huysmans

Joris-Karl Huysmans (właśc. Charles-Marie-Georges Huysmans; ur. 5 lutego 1848 w Paryżu, zm. 12 maja 1907 tamże) – francuski pisarz, skandalista. Kojarzony z dekadentyzmem.
Wywodził się z rodziny pochodzenia flamandzkiego. Urodził się w Paryżu przy ulicy Suger 11. Wszyscy w jego rodzinie przez pokolenia byli malarzami. Przez trzydzieści lat pracował jako urzędnik francuskiego Ministerstwa Spraw Wewnętrznych. Był członkiem założycielem i pierwszym prezydentem Akademii Goncourtów.
W latach 1899–1901 Huysmans mieszkał jako świecki mnich (oblat) w benedyktyńskim opactwie Ligugé, w diecezji Poitiers.
Został pochowany na Cmentarzu Montparnasse w Paryżu.

## Twórczość
Karierę literacką rozpoczął jako naturalista, dziełami takimi jak Marthe, czyli Histoire d’une fille (1876). Jego najsłynniejsza powieść, À rebours (Na wspak), 1884, w której występował pojedynczy bohater, diuk des Esseintes, wyłamała się z konwencji naturalizmu i stała się przykładem literatury dekadenckiej. Na wspak zyskała złą sławę podczas procesów Oscara Wilde’a w 1895, kiedy to oskarżyciel odwołał się do książki i określił ją jako „sodomiczną”. W 1891 wydanie Là-Bas wzbudziło zainteresowanie, gdyż książka opisywała zjawisko satanizmu we Francji lat 80. XIX wieku. Jego późniejsze dzieła stworzone po głębokim nawróceniu, W drodze (1895), Katedra (1898) i Oblat (1903) były inspirowane katolicyzmem.
Huysmans był również znany jako krytyk sztuki, co znalazło wyraz w dziełach L’Art moderne (1883) i Certains (1889). 
Przychylnie odnosił się do impresjonizmu, zwłaszcza spod znaku Moneta.

## Wydania polskie
- Życie św. Lidwiny z Sziedam, Poznań: Księgarnia św. Wojciecha, 1905.
- W drodze, tł. Karolina Bobrowska, Gdańsk ; Warszawa: Polski Instytut Wydawniczy "Sfinks", 1929.
- W drodze, tł. Zofia Milewska, Warszawa : Pax, 1960.
- Z tornistrem na plecach, [w:] Wieczory medańskie, Wrocław: Zakład Narodowy im. Ossolińskich, 1962.
- O sztuce, tł.. Halina Ostrowska-Grabska, Wrocław : Zakład Narodowy im. Ossolińskich, 1969.
- Na wspak, tł. Julian Rogoziński, Warszawa: Czytelnik, 1976.
- Na wspak, tł. Julian Rogoziński, Kraków: Zielona Sowa, 2003.
- Katedra, tł. Marcin Masny, Gliwice: Fundacja Instytut Globalizacji, 2017.
- Oblat, tł. Marcin Masny, Gliwice: Fundacja Instytut Globalizacji, 2018.
- Przystań, tł. Leon Zaręba, Nowy Sącz: Pasaże, 2018.
- Katedra, tł. Leon Zaręba, Kraków: Znak, 2020.
- Z prądem, [w:] O maskach, lustrach i demonach. Opowieści francuskich dekadentów, tł. Ryszard Engelking, Warszawa: Sic!. 2021.
- W drodze, tł. Marcin Masny, Gliwice: Fundacja Instytut Globalizacji, 2021.
- La bas, tł. Witold Jabłoński, Kraków: Wydawnictwo IX, 2022.

## Huysmans w literaturze
Główny bohater powieści Uległość autorstwa Michela Houellbecqua jest literaturoznawcą specjalizującym się w twórczości Huysmansa, którego twórczość jest często przywoływana w jej treści.